# دیوید لومیو (بوکسور)
دیوید لومیو (انگلیسی: David Lemieux؛ زادهٔ ۲۲ دسامبر ۱۹۸۸) بوکسور ارمنی تبار اهل کانادا است.